# Nádia Lippi
Nádia Barbosa Lippi Lopes (São Paulo, 12 de março de 1956) é uma produtora teatral e ex-atriz brasileira. Em 1982, após Brilhante, deixou a carreira na atuação para se tornar uma influente produtora teatral, realizando apenas raras participações desde então.

## Carreira
Nádia Lippi começou a carreira ainda criança, em 1968, na telenovela A Pequena Órfã, de Teixeira Filho, na TV Excelsior. Em poucos anos, tornou-se uma das estrelas das telenovelas da extinta TV Tupi. Em 1972 ganhou o prêmio Helena Silveira como revelação na televisão. Ainda antes da cassação das concessões da Rede Tupi, Nádia Lippi foi contratada pela Rede Globo, estreando em Pecado Rasgado, em (1978). Em 1980 estrelou, ao lado de Glória Pires e Maitê Proença, a telenovela As Três Marias. Ainda nos anos 1970, Nádia Lippi atuou com frequência no cinema, principalmente em pornochanchadas, onde estreou, em 1973, no filme A Virgem. Nesse setor, seu filme mais famoso é A Árvore dos Sexos, de 1977, dirigida por Sílvio de Abreu, e onde ela teve o papel principal. Nesse filme ela trabalhou com o ator Ney Santanna, filho do diretor de cinema Nelson Pereira dos Santos, com quem viria a se casar e depois se divorciar.
Posteriormente, Nádia participou de dois filmes dirigidos por seu sogro, Nelson Pereira dos Santos: Na Estrada da Vida, de 1980, contracenando com a dupla sertaneja Milionário & José Rico, e Insônia, também no mesmo ano. Nos anos 1980, Nádia participou de dois filmes de Os Trapalhões. Em 1989, após a telenovela O Salvador da Pátria, abdicou da carreira como atriz ao se casar com o economista Marco Polo de Mello Lopes e ter seu segundo filho, Rodrigo, passando a se dedicar a produzir peças teatrais. Desde então realizou apenas participações especiais, como em 1998 em Brida e em  2005 em Prova de Amor, a pedido de seu amigo, o diretor Alexandre Avancini.

## Vida pessoal
Ela é mãe de Rodrigo Lippi e Thalita Lippi, que participou do BBB8.

## Filmografia

### Televisão
| Ano  | Título                      | Personagem               | Nota                                          | Emissora      |
| ---- | --------------------------- | ------------------------ | --------------------------------------------- | ------------- |
| 1968 | A Pequena Órfã              | Marianinha               |                                               | TV Excelsior  |
| 1969 | A Menina do Veleiro Azul    | Lila                     |                                               | TV Excelsior  |
| 1970 | As Pupilas do Senhor Reitor | Margarida (jovem)        | Episódios: "23–25 de março"                   | Rede Record   |
| 1971 | Tilim                       | Cristina                 |                                               | Rede Record   |
| 1972 | O Príncipe e o Mendigo      | Jane Grey                |                                               | Rede Record   |
| 1972 | Signo da Esperança          | Norma                    |                                               | Rede Tupi     |
| 1972 | A Revolta dos Anjos         | Silvana                  |                                               | Rede Tupi     |
| 1973 | Rosa dos Ventos             | Teca                     |                                               | Rede Tupi     |
| 1974 | A Barba-Azul                | Babi                     |                                               | Rede Tupi     |
| 1975 | Teleteatro Antunes Filho    | Hortência                | Episódio: "Somos Todos do Jardim da Infância" | Rede Tupi     |
| 1975 | Um Dia, o Amor              | Maria Isabel             |                                               | Rede Tupi     |
| 1975 | O Sheik de Ipanema          | Marilyn                  |                                               | Rede Tupi     |
| 1976 | Tchan! A Grande Sacada      | Bia                      |                                               | Rede Tupi     |
| 1978 | Pecado Rasgado              | Cris                     |                                               | Rede Globo    |
| 1979 | Pai Herói                   | Aline                    |                                               | Rede Globo    |
| 1979 | Aplauso                     | Angélica                 | Episódio: "Angélica"                          | Rede Globo    |
| 1980 | Plantão de Polícia          | Elisa                    | Episódio: "O Homem que Veio do Brás"          | Rede Globo    |
| 1980 | Chega Mais                  | Vilma                    |                                               | Rede Globo    |
| 1980 | As Três Marias              | Maria Augusta (Guta)     |                                               | Rede Globo    |
| 1981 | Globo de Ouro               | Apresentadora            |                                               | Rede Globo    |
| 1981 | Brilhante                   | Vânia                    |                                               | Rede Globo    |
| 1982 | Caso Verdade                | Virgínia                 | Episódio: "Casa, Comida e Carinho"            | Rede Globo    |
| 1982 | Sítio do Picapau Amarelo    | Rainha de Copas          | Episódio: "A Canastra da Emília"              | Rede Globo    |
| 1985 | Caso Verdade                | Paula Ortega             | Episódio "Ano Novo, Vida Nova"                | Rede Globo    |
| 1989 | O Salvador da Pátria        | Helena                   | Episódio: "9 de janeiro"                      | Rede Globo    |
| 1990 | Fronteiras do Desconhecido  | Isadora                  | Episódio: "Maria do Cais"                     | Rede Manchete |
| 1996 | Você Decide                 | —                        | Episódio: "Justiça"                           | Rede Globo    |
| 1997 | Você Decide                 | Mônica Assunção da Cunha | Episódio: "Epidemia"                          | Rede Globo    |
| 1998 | Brida                       | Leonor Amorim            | Episódio: "11 de agosto"                      | Rede Manchete |
| 2005 | Prova de Amor               | Cacilda Lopo             | Episódios: "18–23 de novembro"                | Rede Record   |

### Cinema
| Ano  | Título                              | Personagem |
| ---- | ----------------------------------- | ---------- |
| 2016 | Nocebo                              | Mãe        |
| 2013 | Histórias Íntimas                   | Senhora    |
| 1988 | O Casamento dos Trapalhões          | Joana      |
| 1983 | O Trapalhão na Arca de Noé          | Carla      |
| 1982 | Insônia                             | Garota     |
| 1981 | Na Estrada da Vida                  | Madalena   |
| 1977 | A Árvore dos Sexos                  | Angélica   |
| 1977 | O Mulherengo                        | Anjo       |
| 1976 | Ninguém Segura Essas Mulheres       | Dalva      |
| 1976 | A Noite das Fêmeas                  | Raquel     |
| 1976 | Já Não Se Faz Amor como Antigamente | Betina     |
| 1975 | Efigênia Dá Tudo Que Tem            | Dulce      |
| 1973 | A Virgem                            | Lenita     |